# 막시모 페로네
막시모 페로네(스페인어: Máximo Perrone, 2003년 1월 7일~)는 아르헨티나의 축구 선수로, 현재 세리에 A의 코모에서 뛰고 있다. 포지션은 수비형 미드필더이다.

## 구단 경력

### 벨레스
2022년 3월 6일, 에스투디안테스와의 경기에서 프로 데뷔를 했으며, 2022년 5월 18일에 니시오날과의 코파 리베르타도레스 경기에서 첫 프로 골을 넣었다.

### 맨체스터 시티
2023년 1월 23일, 페로네는 약 800만 파운드에 맨체스터 시티와 5년 반 계약을 체결했으며, 2023년 남미 U-20 챔피언십이 끝난 후 클럽에 합류했다. 2월 25일, 그는 본머스를 상대로 한 원정 경기에서 얼링 홀란드를 대신하여 72분에 교체 투입되며 프리미어 리그 데뷔전을 치렀다.
2023년 8월 23일, 페로네는 2023-24 시즌 동안 라리가의 라스 팔마스로 임대 이적했다.